# Тома Владимиров
Тома (Томо) Владимиров (на македонска литературна норма: Томо Владимирски) е виден български и югославски художник, пейзажист и сценограф.

## Биография
Роден е в 1904 година в Пайко махала в Скопие, тогава в Османската империя, като Тома (Томо) Владимиров. Първите си уроци получава от българския зограф Димитър Папрадишки. Завършва художествена академия в Белград в 1935 година. Специализира живопис в 1937 година в Прага при професор Якоб Обровски. След това работи като сценограф в Македонския народен театър в Скопие в периода 1939 - 1966 година. Владимирски е сред основателите на Дружеството на художниците на Македония в Скопие.
След освобождението на Вардарска Македония в 1941 година Тома Владимиров става художник в новооснования български Скопски народен театър.
Владимирски заедно с Василие Попович, Лазар Личеноски, Димитър Пандилов, Никола Мартиноски, Любомир Белогаски, Вангел Коджоман и скулптора Димо Тодоровски е сред основателите на модерното изкуство в Социалистическа Република Македония. Най-често Владимирски рисува пейзажи, освен това мъртва природа и градски пейзажи. Централно място в пйзажите му често са гледки от Радика и Вардар.
Умира в 1971 година.